# Valve Corporation

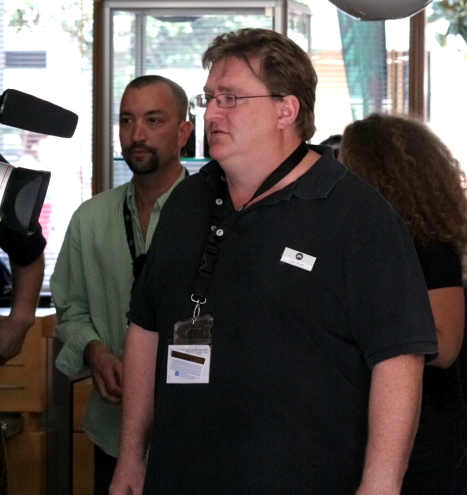
Współzałożyciel firmy Gabe Newell (z przodu) i szef marketingu Doug Lombardi, 2007

Valve Corporation (wcześniej jako Valve Software) – amerykański producent, wydawca i przedsiębiorstwo zajmujące się dystrybucją cyfrową gier komputerowych z siedzibą w Bellevue w stanie Waszyngton. Jest twórcą platformy dystrybucji oprogramowania Steam oraz serii gier Half-Life, Counter-Strike, Portal, Day of Defeat, Team Fortress, Left 4 Dead i Defense of the Ancients.
Spółka została założona w 1996 roku przez byłych pracowników Microsoftu, Gabe’a Newella i Mike’a Harringtona. Ich debiutancka gra, strzelanka pierwszoosobowa Half-Life, odniosła sukces komercyjny oraz wywarła trwały wpływ na cały gatunek gier FPS. Harrington odszedł z Valve w 2000 roku, a w 2003 roku Valve uruchomiło platformę Steam, a następnie w 2004 roku wydało grę Half-Life 2 oraz epizodyczne kontynuacje Half-Life 2: Episode One i Episode Two kilka lat po premierze. W 2007 roku Valve wydało grę wielosobową Team Fortress 2, a już rok później Left 4 Dead. W 2007 roku premierę miała także gra logiczna Portal, a jej kontynuacja Portal 2 została wydana w 2011 roku. W 2013 roku studio wydało grę komputerową MOBA zatytułowaną Dota 2.
Z początkiem 2010 roku Valve wydawało coraz mniej gier, jednocześnie eksperymentując ze sprzętem do wirtualnej rzeczywistości. Firma weszła na rynek sprzętu komputerowego w 2015 roku ze Steam Machine, wypuszczając także zestawy gogli VR – HTC Vive i Valve Index VR. Firma powróciła do serii Half-Life w 2020 roku z premierą gry Half-Life: Alyx. W 2022 roku Valve wypuściła przenośną konsolę do gier o nazwie Steam Deck.

## Gry wyprodukowane przez Valve
| Tytuł                                          | Rok wydania |
| ---------------------------------------------- | ----------- |
| Half-Life                                      | 1998        |
| Team Fortress Classic                          | 1999        |
| Half-Life: Opposing Force                      | 1999        |
| Ricochet                                       | 2000        |
| Counter-Strike                                 | 2000        |
| Deathmatch Classic                             | 2001        |
| Half-Life: Blue Shift                          | 2001        |
| Day of Defeat                                  | 2003        |
| Counter-Strike: Neo                            | 2003        |
| Counter-Strike: Condition Zero                 | 2004        |
| Counter-Strike: Condition Zero: Deleted Scenes | 2004        |
| Codename: Gordon                               | 2004        |
| Counter-Strike: Source                         | 2004        |
| Half-Life: Source                              | 2004        |
| Half-Life 2                                    | 2004        |
| Half-Life 2: Deathmatch                        | 2004        |
| Day of Defeat: Source                          | 2005        |
| Half Life 2: Lost Coast                        | 2005        |
| Half-Life 2: Episode One                       | 2006        |
| Half-Life 2: Survivor                          | 2006        |
| Half-Life 2: Episode Two                       | 2007        |
| Portal                                         | 2007        |
| Team Fortress 2                                | 2007        |
| Counter-Strike Online                          | 2008        |
| Left 4 Dead                                    | 2008        |
| Left 4 Dead 2                                  | 2009        |
| Alien Swarm                                    | 2010        |
| Portal 2                                       | 2011        |
| Counter-Strike: Global Offensive               | 2012        |
| Dota 2                                         | 2013        |
| Counter-Strike: Online 2                       | 2013        |
| Counter-Strike Nexon: Zombies                  | 2014        |
| Left 4 Dead: Survivors                         | 2014        |
| The Lab                                        | 2016        |
| Artifact                                       | 2018        |
| Dota Underlords                                | 2020        |
| Artifact Foundry                               | 2021        |
| Half-Life: Alyx                                | 2020        |
| Aperture Desk Job                              | 2022        |
| Counter-Strike 2                               | 2023        |

## Half-Life TV
Jest to platforma stworzona przez Valve Software w 2001 roku, pozwalająca na nadawanie rozgrywek z gier opartych na silniku gry Half-Life. Obsługiwane gry to Counter-Strike, Counter-Strike: Condition Zero, Day of Defeat, Team Fortress 2 oraz Counter-Strike: Global Offensive. Valve z czasem rozszerzyło tę technologię o wsparcie dla gier bazujących na silniku Source (SourceTV). Technologia pozwala oglądającym na widok z lotu ptaka na pole gry (mapę) i oglądanie rozwoju wydarzeń. W oglądaniu rozgrywek mogą pomagać serwery pośredniczące, dzięki czemu główny serwer, z którego pochodzi dana relacja, nie jest nadmiernie obciążony.
HLTV umożliwia też nagrywanie (lub ściślej: tworzenie „dem” lub „powtórek”) meczów w amatorskich ligach, co może pomóc ulepszyć ich strategie w grze.